# Commanderie de Rampemont
Le commanderie de Rampemont, situé en Région wallonne dans le village de Fayt-le-Franc, section de la commune de Honnelles, province de Hainaut, est une ancienne demeure fortifiée de Belgique dont l’origine connue remonte au XIIIe siècle.
Au Moyen Âge, Rampemont était un alleu mais comportait deux fiefs, l'un relevait des Templiers, l'autre des Comtes du Hainaut avant de devenir hospitalière.
Le château-ferme tel qu’on peut le voir aujourd’hui est constitué de deux habitations du XVIIe siècle (dont une a été réaménagée au cours du siècle dernier), d’une remise à voitures de 1619, d’une grange, d'étables et de diverses annexes entourant une grande cour carrée fermée et défendue par un puissant porche d’entrée flanqué de deux tours carrées (XVIIIe siècle).

## Historique

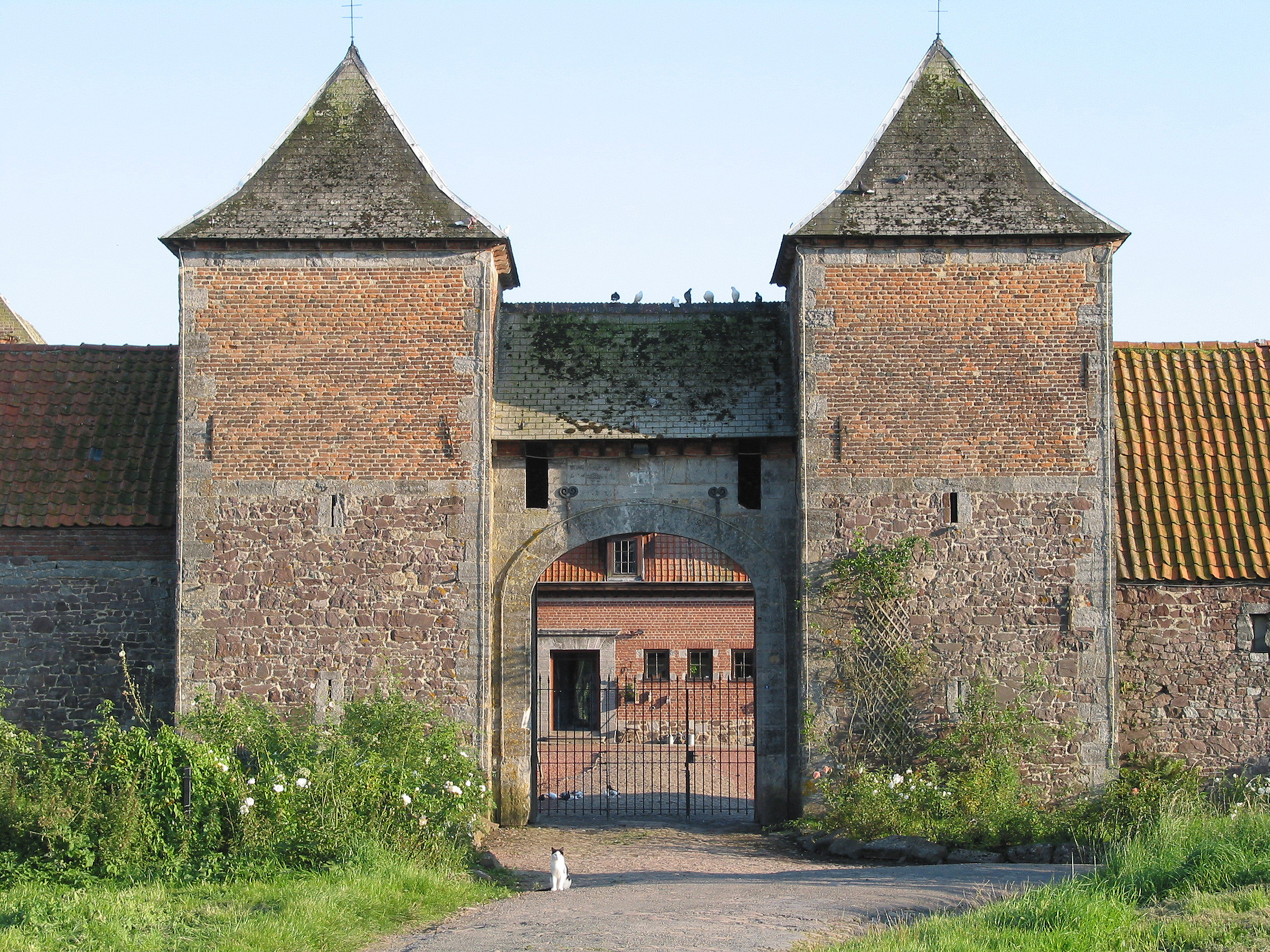
Le porche bastionné du château de Rampemont.

En 1253, le chevalier Alexandre de Rampemont est cité dans le premier document parvenu jusqu'à nous comme arbitre, avec Alexandre de Croix, dans un différend entre l'ordre du Temple et l'abbaye de Bonne-Espérance (près de Binche). Rampemont n'était pas une commanderie, elle n'est pas reprise dans les inventaires des possessions de cet Ordre: Rampemont était un fief relevant des Comtes de Hainaut et de l'ordre du Temple. En 1260, Alexandre de Rampemont apparaît sur la liste des chevaliers vassaux de la comtesse de Hainaut, Marguerite, dans un acte concernant la fin d'un différend entre l'abbaye bénédictine de Crespin et Isabelle, dame d'Angre et de Sebourg, à propos de droits sur les habitants de Montignies-sur-Roc. En 1261, Alexandre de Rampemont est choisi comme arbitre avec Raoul, prieur de Saint-Saulve dans un différend opposant l'abbaye de Crespin et Gilles de Bellignies concernant leur juridiction respective à Bellignies. En 1282, on relève une trace de Nicolas de Rampemont, lors d'un échange de redevances avec l'abbaye de Vicoigne. Il est vassal des Templiers, époux d'une Potelle, son lien de descendance avec Alexandre n'est pas établi.
En 1312, c'est la dissolution de l'ordre du Temple et la dévolution des biens passent à l'ordre de Saint-Jean de Jérusalem.
En 1400, la seigneurie est vendue aux de Sars, et passe ensuite aux familles de Roisin, par achat aux Ghoret, de Fives, du Mont, (Philippe du Mont, écuyer, seigneur de Rampemont, natif de Mons-en-Hainaut, bénéficie de lettres de chevalerie données à Madrid le 16 décembre 1626. Son père a également été fait chevalier),  del Nero et Bibliotti, par vente aux de Behault de Warelles et aux Wauters de Besterfeld, par mariage et successions, jusqu'au 2 avril 1984, quand Jean Wauters de Besterfeld vend les bâtiments et les terres attachées (50 ha) à Joseph Beheyt et son épouse Magda Noppe. Ce sont eux qui louaient et exploitaient la ferme. Depuis 1992, il appartient à une petite entreprise qui a racheté les bâtiments et un reliquat de terres (5 ha) pour le sauver d'une ruine certaine et qui met tout son cœur pour faire revivre cet intéressant bâtiment et le rendre accessible au public.